# Moriz Henneberger
Moriz Henneberger (Basilea, 16 ottobre 1878 – Basilea, 7 aprile 1959) è stato uno scacchista e compositore di scacchi svizzero.
Vinse il Campionato svizzero nel 1899, 1906 (alla pari con Walter Henneberger), 1909, 1911 (alla pari) e 1914 (alla pari con Dietrich Duhm). Partecipò con la nazionale svizzera alle Olimpiadi degli scacchi del 1928 a L'Aia.  
Ha composto problemi logici in tre e più mosse e studi, la maggior parte pubblicati sulla rivista Schweizerische Schachzeitung, di cui fu redattore per la sezione problemistica dal 1949 al 1956. 
Ha scritto diversi libri sui problemi di scacchi, tra cui:
- J. Juchli's Schachprobleme (con A. C. White), Berna, 1908
- Das Kriegspiel: eine Abart des Schachzpiels, Berna, 1915
- Alpine chess, a collection of problems by Swiss composers, Stroud, 1921
- W. Preiswerk Schachprobleme (1949)
- Erich Brunner: ein Kunstler und Deuter des Schachproblems (con Hans Klüver), Berlino, 1958

Di professione era un professore di matematica a Basilea. In campo matematico ha scritto il libro:
- Beiträge zur Theorie der Integrale der Bernoullischen Funktion, Berna, 1902

Un suo problema di matto in tre mosse:
|   | a | b | c | d | e | f | g | h |   |
| 8 | f8 torre del nero · h8 donna del nero · g7 alfiere del nero · h7 alfiere del nero · b6 alfiere del bianco · c6 cavallo del bianco · e6 cavallo del bianco · a5 pedone del bianco · f5 pedone del bianco · h5 cavallo del nero · b3 pedone del bianco · c3 re del nero · h3 torre del nero · c2 pedone del bianco · d2 pedone del nero · b1 re del bianco · d1 torre del bianco | f8 torre del nero · h8 donna del nero · g7 alfiere del nero · h7 alfiere del nero · b6 alfiere del bianco · c6 cavallo del bianco · e6 cavallo del bianco · a5 pedone del bianco · f5 pedone del bianco · h5 cavallo del nero · b3 pedone del bianco · c3 re del nero · h3 torre del nero · c2 pedone del bianco · d2 pedone del nero · b1 re del bianco · d1 torre del bianco | f8 torre del nero · h8 donna del nero · g7 alfiere del nero · h7 alfiere del nero · b6 alfiere del bianco · c6 cavallo del bianco · e6 cavallo del bianco · a5 pedone del bianco · f5 pedone del bianco · h5 cavallo del nero · b3 pedone del bianco · c3 re del nero · h3 torre del nero · c2 pedone del bianco · d2 pedone del nero · b1 re del bianco · d1 torre del bianco | f8 torre del nero · h8 donna del nero · g7 alfiere del nero · h7 alfiere del nero · b6 alfiere del bianco · c6 cavallo del bianco · e6 cavallo del bianco · a5 pedone del bianco · f5 pedone del bianco · h5 cavallo del nero · b3 pedone del bianco · c3 re del nero · h3 torre del nero · c2 pedone del bianco · d2 pedone del nero · b1 re del bianco · d1 torre del bianco | f8 torre del nero · h8 donna del nero · g7 alfiere del nero · h7 alfiere del nero · b6 alfiere del bianco · c6 cavallo del bianco · e6 cavallo del bianco · a5 pedone del bianco · f5 pedone del bianco · h5 cavallo del nero · b3 pedone del bianco · c3 re del nero · h3 torre del nero · c2 pedone del bianco · d2 pedone del nero · b1 re del bianco · d1 torre del bianco | f8 torre del nero · h8 donna del nero · g7 alfiere del nero · h7 alfiere del nero · b6 alfiere del bianco · c6 cavallo del bianco · e6 cavallo del bianco · a5 pedone del bianco · f5 pedone del bianco · h5 cavallo del nero · b3 pedone del bianco · c3 re del nero · h3 torre del nero · c2 pedone del bianco · d2 pedone del nero · b1 re del bianco · d1 torre del bianco | f8 torre del nero · h8 donna del nero · g7 alfiere del nero · h7 alfiere del nero · b6 alfiere del bianco · c6 cavallo del bianco · e6 cavallo del bianco · a5 pedone del bianco · f5 pedone del bianco · h5 cavallo del nero · b3 pedone del bianco · c3 re del nero · h3 torre del nero · c2 pedone del bianco · d2 pedone del nero · b1 re del bianco · d1 torre del bianco | f8 torre del nero · h8 donna del nero · g7 alfiere del nero · h7 alfiere del nero · b6 alfiere del bianco · c6 cavallo del bianco · e6 cavallo del bianco · a5 pedone del bianco · f5 pedone del bianco · h5 cavallo del nero · b3 pedone del bianco · c3 re del nero · h3 torre del nero · c2 pedone del bianco · d2 pedone del nero · b1 re del bianco · d1 torre del bianco | 8 |
| 7 | f8 torre del nero · h8 donna del nero · g7 alfiere del nero · h7 alfiere del nero · b6 alfiere del bianco · c6 cavallo del bianco · e6 cavallo del bianco · a5 pedone del bianco · f5 pedone del bianco · h5 cavallo del nero · b3 pedone del bianco · c3 re del nero · h3 torre del nero · c2 pedone del bianco · d2 pedone del nero · b1 re del bianco · d1 torre del bianco | f8 torre del nero · h8 donna del nero · g7 alfiere del nero · h7 alfiere del nero · b6 alfiere del bianco · c6 cavallo del bianco · e6 cavallo del bianco · a5 pedone del bianco · f5 pedone del bianco · h5 cavallo del nero · b3 pedone del bianco · c3 re del nero · h3 torre del nero · c2 pedone del bianco · d2 pedone del nero · b1 re del bianco · d1 torre del bianco | f8 torre del nero · h8 donna del nero · g7 alfiere del nero · h7 alfiere del nero · b6 alfiere del bianco · c6 cavallo del bianco · e6 cavallo del bianco · a5 pedone del bianco · f5 pedone del bianco · h5 cavallo del nero · b3 pedone del bianco · c3 re del nero · h3 torre del nero · c2 pedone del bianco · d2 pedone del nero · b1 re del bianco · d1 torre del bianco | f8 torre del nero · h8 donna del nero · g7 alfiere del nero · h7 alfiere del nero · b6 alfiere del bianco · c6 cavallo del bianco · e6 cavallo del bianco · a5 pedone del bianco · f5 pedone del bianco · h5 cavallo del nero · b3 pedone del bianco · c3 re del nero · h3 torre del nero · c2 pedone del bianco · d2 pedone del nero · b1 re del bianco · d1 torre del bianco | f8 torre del nero · h8 donna del nero · g7 alfiere del nero · h7 alfiere del nero · b6 alfiere del bianco · c6 cavallo del bianco · e6 cavallo del bianco · a5 pedone del bianco · f5 pedone del bianco · h5 cavallo del nero · b3 pedone del bianco · c3 re del nero · h3 torre del nero · c2 pedone del bianco · d2 pedone del nero · b1 re del bianco · d1 torre del bianco | f8 torre del nero · h8 donna del nero · g7 alfiere del nero · h7 alfiere del nero · b6 alfiere del bianco · c6 cavallo del bianco · e6 cavallo del bianco · a5 pedone del bianco · f5 pedone del bianco · h5 cavallo del nero · b3 pedone del bianco · c3 re del nero · h3 torre del nero · c2 pedone del bianco · d2 pedone del nero · b1 re del bianco · d1 torre del bianco | f8 torre del nero · h8 donna del nero · g7 alfiere del nero · h7 alfiere del nero · b6 alfiere del bianco · c6 cavallo del bianco · e6 cavallo del bianco · a5 pedone del bianco · f5 pedone del bianco · h5 cavallo del nero · b3 pedone del bianco · c3 re del nero · h3 torre del nero · c2 pedone del bianco · d2 pedone del nero · b1 re del bianco · d1 torre del bianco | f8 torre del nero · h8 donna del nero · g7 alfiere del nero · h7 alfiere del nero · b6 alfiere del bianco · c6 cavallo del bianco · e6 cavallo del bianco · a5 pedone del bianco · f5 pedone del bianco · h5 cavallo del nero · b3 pedone del bianco · c3 re del nero · h3 torre del nero · c2 pedone del bianco · d2 pedone del nero · b1 re del bianco · d1 torre del bianco | 7 |
| 6 | f8 torre del nero · h8 donna del nero · g7 alfiere del nero · h7 alfiere del nero · b6 alfiere del bianco · c6 cavallo del bianco · e6 cavallo del bianco · a5 pedone del bianco · f5 pedone del bianco · h5 cavallo del nero · b3 pedone del bianco · c3 re del nero · h3 torre del nero · c2 pedone del bianco · d2 pedone del nero · b1 re del bianco · d1 torre del bianco | f8 torre del nero · h8 donna del nero · g7 alfiere del nero · h7 alfiere del nero · b6 alfiere del bianco · c6 cavallo del bianco · e6 cavallo del bianco · a5 pedone del bianco · f5 pedone del bianco · h5 cavallo del nero · b3 pedone del bianco · c3 re del nero · h3 torre del nero · c2 pedone del bianco · d2 pedone del nero · b1 re del bianco · d1 torre del bianco | f8 torre del nero · h8 donna del nero · g7 alfiere del nero · h7 alfiere del nero · b6 alfiere del bianco · c6 cavallo del bianco · e6 cavallo del bianco · a5 pedone del bianco · f5 pedone del bianco · h5 cavallo del nero · b3 pedone del bianco · c3 re del nero · h3 torre del nero · c2 pedone del bianco · d2 pedone del nero · b1 re del bianco · d1 torre del bianco | f8 torre del nero · h8 donna del nero · g7 alfiere del nero · h7 alfiere del nero · b6 alfiere del bianco · c6 cavallo del bianco · e6 cavallo del bianco · a5 pedone del bianco · f5 pedone del bianco · h5 cavallo del nero · b3 pedone del bianco · c3 re del nero · h3 torre del nero · c2 pedone del bianco · d2 pedone del nero · b1 re del bianco · d1 torre del bianco | f8 torre del nero · h8 donna del nero · g7 alfiere del nero · h7 alfiere del nero · b6 alfiere del bianco · c6 cavallo del bianco · e6 cavallo del bianco · a5 pedone del bianco · f5 pedone del bianco · h5 cavallo del nero · b3 pedone del bianco · c3 re del nero · h3 torre del nero · c2 pedone del bianco · d2 pedone del nero · b1 re del bianco · d1 torre del bianco | f8 torre del nero · h8 donna del nero · g7 alfiere del nero · h7 alfiere del nero · b6 alfiere del bianco · c6 cavallo del bianco · e6 cavallo del bianco · a5 pedone del bianco · f5 pedone del bianco · h5 cavallo del nero · b3 pedone del bianco · c3 re del nero · h3 torre del nero · c2 pedone del bianco · d2 pedone del nero · b1 re del bianco · d1 torre del bianco | f8 torre del nero · h8 donna del nero · g7 alfiere del nero · h7 alfiere del nero · b6 alfiere del bianco · c6 cavallo del bianco · e6 cavallo del bianco · a5 pedone del bianco · f5 pedone del bianco · h5 cavallo del nero · b3 pedone del bianco · c3 re del nero · h3 torre del nero · c2 pedone del bianco · d2 pedone del nero · b1 re del bianco · d1 torre del bianco | f8 torre del nero · h8 donna del nero · g7 alfiere del nero · h7 alfiere del nero · b6 alfiere del bianco · c6 cavallo del bianco · e6 cavallo del bianco · a5 pedone del bianco · f5 pedone del bianco · h5 cavallo del nero · b3 pedone del bianco · c3 re del nero · h3 torre del nero · c2 pedone del bianco · d2 pedone del nero · b1 re del bianco · d1 torre del bianco | 6 |
| 5 | f8 torre del nero · h8 donna del nero · g7 alfiere del nero · h7 alfiere del nero · b6 alfiere del bianco · c6 cavallo del bianco · e6 cavallo del bianco · a5 pedone del bianco · f5 pedone del bianco · h5 cavallo del nero · b3 pedone del bianco · c3 re del nero · h3 torre del nero · c2 pedone del bianco · d2 pedone del nero · b1 re del bianco · d1 torre del bianco | f8 torre del nero · h8 donna del nero · g7 alfiere del nero · h7 alfiere del nero · b6 alfiere del bianco · c6 cavallo del bianco · e6 cavallo del bianco · a5 pedone del bianco · f5 pedone del bianco · h5 cavallo del nero · b3 pedone del bianco · c3 re del nero · h3 torre del nero · c2 pedone del bianco · d2 pedone del nero · b1 re del bianco · d1 torre del bianco | f8 torre del nero · h8 donna del nero · g7 alfiere del nero · h7 alfiere del nero · b6 alfiere del bianco · c6 cavallo del bianco · e6 cavallo del bianco · a5 pedone del bianco · f5 pedone del bianco · h5 cavallo del nero · b3 pedone del bianco · c3 re del nero · h3 torre del nero · c2 pedone del bianco · d2 pedone del nero · b1 re del bianco · d1 torre del bianco | f8 torre del nero · h8 donna del nero · g7 alfiere del nero · h7 alfiere del nero · b6 alfiere del bianco · c6 cavallo del bianco · e6 cavallo del bianco · a5 pedone del bianco · f5 pedone del bianco · h5 cavallo del nero · b3 pedone del bianco · c3 re del nero · h3 torre del nero · c2 pedone del bianco · d2 pedone del nero · b1 re del bianco · d1 torre del bianco | f8 torre del nero · h8 donna del nero · g7 alfiere del nero · h7 alfiere del nero · b6 alfiere del bianco · c6 cavallo del bianco · e6 cavallo del bianco · a5 pedone del bianco · f5 pedone del bianco · h5 cavallo del nero · b3 pedone del bianco · c3 re del nero · h3 torre del nero · c2 pedone del bianco · d2 pedone del nero · b1 re del bianco · d1 torre del bianco | f8 torre del nero · h8 donna del nero · g7 alfiere del nero · h7 alfiere del nero · b6 alfiere del bianco · c6 cavallo del bianco · e6 cavallo del bianco · a5 pedone del bianco · f5 pedone del bianco · h5 cavallo del nero · b3 pedone del bianco · c3 re del nero · h3 torre del nero · c2 pedone del bianco · d2 pedone del nero · b1 re del bianco · d1 torre del bianco | f8 torre del nero · h8 donna del nero · g7 alfiere del nero · h7 alfiere del nero · b6 alfiere del bianco · c6 cavallo del bianco · e6 cavallo del bianco · a5 pedone del bianco · f5 pedone del bianco · h5 cavallo del nero · b3 pedone del bianco · c3 re del nero · h3 torre del nero · c2 pedone del bianco · d2 pedone del nero · b1 re del bianco · d1 torre del bianco | f8 torre del nero · h8 donna del nero · g7 alfiere del nero · h7 alfiere del nero · b6 alfiere del bianco · c6 cavallo del bianco · e6 cavallo del bianco · a5 pedone del bianco · f5 pedone del bianco · h5 cavallo del nero · b3 pedone del bianco · c3 re del nero · h3 torre del nero · c2 pedone del bianco · d2 pedone del nero · b1 re del bianco · d1 torre del bianco | 5 |
| 4 | f8 torre del nero · h8 donna del nero · g7 alfiere del nero · h7 alfiere del nero · b6 alfiere del bianco · c6 cavallo del bianco · e6 cavallo del bianco · a5 pedone del bianco · f5 pedone del bianco · h5 cavallo del nero · b3 pedone del bianco · c3 re del nero · h3 torre del nero · c2 pedone del bianco · d2 pedone del nero · b1 re del bianco · d1 torre del bianco | f8 torre del nero · h8 donna del nero · g7 alfiere del nero · h7 alfiere del nero · b6 alfiere del bianco · c6 cavallo del bianco · e6 cavallo del bianco · a5 pedone del bianco · f5 pedone del bianco · h5 cavallo del nero · b3 pedone del bianco · c3 re del nero · h3 torre del nero · c2 pedone del bianco · d2 pedone del nero · b1 re del bianco · d1 torre del bianco | f8 torre del nero · h8 donna del nero · g7 alfiere del nero · h7 alfiere del nero · b6 alfiere del bianco · c6 cavallo del bianco · e6 cavallo del bianco · a5 pedone del bianco · f5 pedone del bianco · h5 cavallo del nero · b3 pedone del bianco · c3 re del nero · h3 torre del nero · c2 pedone del bianco · d2 pedone del nero · b1 re del bianco · d1 torre del bianco | f8 torre del nero · h8 donna del nero · g7 alfiere del nero · h7 alfiere del nero · b6 alfiere del bianco · c6 cavallo del bianco · e6 cavallo del bianco · a5 pedone del bianco · f5 pedone del bianco · h5 cavallo del nero · b3 pedone del bianco · c3 re del nero · h3 torre del nero · c2 pedone del bianco · d2 pedone del nero · b1 re del bianco · d1 torre del bianco | f8 torre del nero · h8 donna del nero · g7 alfiere del nero · h7 alfiere del nero · b6 alfiere del bianco · c6 cavallo del bianco · e6 cavallo del bianco · a5 pedone del bianco · f5 pedone del bianco · h5 cavallo del nero · b3 pedone del bianco · c3 re del nero · h3 torre del nero · c2 pedone del bianco · d2 pedone del nero · b1 re del bianco · d1 torre del bianco | f8 torre del nero · h8 donna del nero · g7 alfiere del nero · h7 alfiere del nero · b6 alfiere del bianco · c6 cavallo del bianco · e6 cavallo del bianco · a5 pedone del bianco · f5 pedone del bianco · h5 cavallo del nero · b3 pedone del bianco · c3 re del nero · h3 torre del nero · c2 pedone del bianco · d2 pedone del nero · b1 re del bianco · d1 torre del bianco | f8 torre del nero · h8 donna del nero · g7 alfiere del nero · h7 alfiere del nero · b6 alfiere del bianco · c6 cavallo del bianco · e6 cavallo del bianco · a5 pedone del bianco · f5 pedone del bianco · h5 cavallo del nero · b3 pedone del bianco · c3 re del nero · h3 torre del nero · c2 pedone del bianco · d2 pedone del nero · b1 re del bianco · d1 torre del bianco | f8 torre del nero · h8 donna del nero · g7 alfiere del nero · h7 alfiere del nero · b6 alfiere del bianco · c6 cavallo del bianco · e6 cavallo del bianco · a5 pedone del bianco · f5 pedone del bianco · h5 cavallo del nero · b3 pedone del bianco · c3 re del nero · h3 torre del nero · c2 pedone del bianco · d2 pedone del nero · b1 re del bianco · d1 torre del bianco | 4 |
| 3 | f8 torre del nero · h8 donna del nero · g7 alfiere del nero · h7 alfiere del nero · b6 alfiere del bianco · c6 cavallo del bianco · e6 cavallo del bianco · a5 pedone del bianco · f5 pedone del bianco · h5 cavallo del nero · b3 pedone del bianco · c3 re del nero · h3 torre del nero · c2 pedone del bianco · d2 pedone del nero · b1 re del bianco · d1 torre del bianco | f8 torre del nero · h8 donna del nero · g7 alfiere del nero · h7 alfiere del nero · b6 alfiere del bianco · c6 cavallo del bianco · e6 cavallo del bianco · a5 pedone del bianco · f5 pedone del bianco · h5 cavallo del nero · b3 pedone del bianco · c3 re del nero · h3 torre del nero · c2 pedone del bianco · d2 pedone del nero · b1 re del bianco · d1 torre del bianco | f8 torre del nero · h8 donna del nero · g7 alfiere del nero · h7 alfiere del nero · b6 alfiere del bianco · c6 cavallo del bianco · e6 cavallo del bianco · a5 pedone del bianco · f5 pedone del bianco · h5 cavallo del nero · b3 pedone del bianco · c3 re del nero · h3 torre del nero · c2 pedone del bianco · d2 pedone del nero · b1 re del bianco · d1 torre del bianco | f8 torre del nero · h8 donna del nero · g7 alfiere del nero · h7 alfiere del nero · b6 alfiere del bianco · c6 cavallo del bianco · e6 cavallo del bianco · a5 pedone del bianco · f5 pedone del bianco · h5 cavallo del nero · b3 pedone del bianco · c3 re del nero · h3 torre del nero · c2 pedone del bianco · d2 pedone del nero · b1 re del bianco · d1 torre del bianco | f8 torre del nero · h8 donna del nero · g7 alfiere del nero · h7 alfiere del nero · b6 alfiere del bianco · c6 cavallo del bianco · e6 cavallo del bianco · a5 pedone del bianco · f5 pedone del bianco · h5 cavallo del nero · b3 pedone del bianco · c3 re del nero · h3 torre del nero · c2 pedone del bianco · d2 pedone del nero · b1 re del bianco · d1 torre del bianco | f8 torre del nero · h8 donna del nero · g7 alfiere del nero · h7 alfiere del nero · b6 alfiere del bianco · c6 cavallo del bianco · e6 cavallo del bianco · a5 pedone del bianco · f5 pedone del bianco · h5 cavallo del nero · b3 pedone del bianco · c3 re del nero · h3 torre del nero · c2 pedone del bianco · d2 pedone del nero · b1 re del bianco · d1 torre del bianco | f8 torre del nero · h8 donna del nero · g7 alfiere del nero · h7 alfiere del nero · b6 alfiere del bianco · c6 cavallo del bianco · e6 cavallo del bianco · a5 pedone del bianco · f5 pedone del bianco · h5 cavallo del nero · b3 pedone del bianco · c3 re del nero · h3 torre del nero · c2 pedone del bianco · d2 pedone del nero · b1 re del bianco · d1 torre del bianco | f8 torre del nero · h8 donna del nero · g7 alfiere del nero · h7 alfiere del nero · b6 alfiere del bianco · c6 cavallo del bianco · e6 cavallo del bianco · a5 pedone del bianco · f5 pedone del bianco · h5 cavallo del nero · b3 pedone del bianco · c3 re del nero · h3 torre del nero · c2 pedone del bianco · d2 pedone del nero · b1 re del bianco · d1 torre del bianco | 3 |
| 2 | f8 torre del nero · h8 donna del nero · g7 alfiere del nero · h7 alfiere del nero · b6 alfiere del bianco · c6 cavallo del bianco · e6 cavallo del bianco · a5 pedone del bianco · f5 pedone del bianco · h5 cavallo del nero · b3 pedone del bianco · c3 re del nero · h3 torre del nero · c2 pedone del bianco · d2 pedone del nero · b1 re del bianco · d1 torre del bianco | f8 torre del nero · h8 donna del nero · g7 alfiere del nero · h7 alfiere del nero · b6 alfiere del bianco · c6 cavallo del bianco · e6 cavallo del bianco · a5 pedone del bianco · f5 pedone del bianco · h5 cavallo del nero · b3 pedone del bianco · c3 re del nero · h3 torre del nero · c2 pedone del bianco · d2 pedone del nero · b1 re del bianco · d1 torre del bianco | f8 torre del nero · h8 donna del nero · g7 alfiere del nero · h7 alfiere del nero · b6 alfiere del bianco · c6 cavallo del bianco · e6 cavallo del bianco · a5 pedone del bianco · f5 pedone del bianco · h5 cavallo del nero · b3 pedone del bianco · c3 re del nero · h3 torre del nero · c2 pedone del bianco · d2 pedone del nero · b1 re del bianco · d1 torre del bianco | f8 torre del nero · h8 donna del nero · g7 alfiere del nero · h7 alfiere del nero · b6 alfiere del bianco · c6 cavallo del bianco · e6 cavallo del bianco · a5 pedone del bianco · f5 pedone del bianco · h5 cavallo del nero · b3 pedone del bianco · c3 re del nero · h3 torre del nero · c2 pedone del bianco · d2 pedone del nero · b1 re del bianco · d1 torre del bianco | f8 torre del nero · h8 donna del nero · g7 alfiere del nero · h7 alfiere del nero · b6 alfiere del bianco · c6 cavallo del bianco · e6 cavallo del bianco · a5 pedone del bianco · f5 pedone del bianco · h5 cavallo del nero · b3 pedone del bianco · c3 re del nero · h3 torre del nero · c2 pedone del bianco · d2 pedone del nero · b1 re del bianco · d1 torre del bianco | f8 torre del nero · h8 donna del nero · g7 alfiere del nero · h7 alfiere del nero · b6 alfiere del bianco · c6 cavallo del bianco · e6 cavallo del bianco · a5 pedone del bianco · f5 pedone del bianco · h5 cavallo del nero · b3 pedone del bianco · c3 re del nero · h3 torre del nero · c2 pedone del bianco · d2 pedone del nero · b1 re del bianco · d1 torre del bianco | f8 torre del nero · h8 donna del nero · g7 alfiere del nero · h7 alfiere del nero · b6 alfiere del bianco · c6 cavallo del bianco · e6 cavallo del bianco · a5 pedone del bianco · f5 pedone del bianco · h5 cavallo del nero · b3 pedone del bianco · c3 re del nero · h3 torre del nero · c2 pedone del bianco · d2 pedone del nero · b1 re del bianco · d1 torre del bianco | f8 torre del nero · h8 donna del nero · g7 alfiere del nero · h7 alfiere del nero · b6 alfiere del bianco · c6 cavallo del bianco · e6 cavallo del bianco · a5 pedone del bianco · f5 pedone del bianco · h5 cavallo del nero · b3 pedone del bianco · c3 re del nero · h3 torre del nero · c2 pedone del bianco · d2 pedone del nero · b1 re del bianco · d1 torre del bianco | 2 |
| 1 | f8 torre del nero · h8 donna del nero · g7 alfiere del nero · h7 alfiere del nero · b6 alfiere del bianco · c6 cavallo del bianco · e6 cavallo del bianco · a5 pedone del bianco · f5 pedone del bianco · h5 cavallo del nero · b3 pedone del bianco · c3 re del nero · h3 torre del nero · c2 pedone del bianco · d2 pedone del nero · b1 re del bianco · d1 torre del bianco | f8 torre del nero · h8 donna del nero · g7 alfiere del nero · h7 alfiere del nero · b6 alfiere del bianco · c6 cavallo del bianco · e6 cavallo del bianco · a5 pedone del bianco · f5 pedone del bianco · h5 cavallo del nero · b3 pedone del bianco · c3 re del nero · h3 torre del nero · c2 pedone del bianco · d2 pedone del nero · b1 re del bianco · d1 torre del bianco | f8 torre del nero · h8 donna del nero · g7 alfiere del nero · h7 alfiere del nero · b6 alfiere del bianco · c6 cavallo del bianco · e6 cavallo del bianco · a5 pedone del bianco · f5 pedone del bianco · h5 cavallo del nero · b3 pedone del bianco · c3 re del nero · h3 torre del nero · c2 pedone del bianco · d2 pedone del nero · b1 re del bianco · d1 torre del bianco | f8 torre del nero · h8 donna del nero · g7 alfiere del nero · h7 alfiere del nero · b6 alfiere del bianco · c6 cavallo del bianco · e6 cavallo del bianco · a5 pedone del bianco · f5 pedone del bianco · h5 cavallo del nero · b3 pedone del bianco · c3 re del nero · h3 torre del nero · c2 pedone del bianco · d2 pedone del nero · b1 re del bianco · d1 torre del bianco | f8 torre del nero · h8 donna del nero · g7 alfiere del nero · h7 alfiere del nero · b6 alfiere del bianco · c6 cavallo del bianco · e6 cavallo del bianco · a5 pedone del bianco · f5 pedone del bianco · h5 cavallo del nero · b3 pedone del bianco · c3 re del nero · h3 torre del nero · c2 pedone del bianco · d2 pedone del nero · b1 re del bianco · d1 torre del bianco | f8 torre del nero · h8 donna del nero · g7 alfiere del nero · h7 alfiere del nero · b6 alfiere del bianco · c6 cavallo del bianco · e6 cavallo del bianco · a5 pedone del bianco · f5 pedone del bianco · h5 cavallo del nero · b3 pedone del bianco · c3 re del nero · h3 torre del nero · c2 pedone del bianco · d2 pedone del nero · b1 re del bianco · d1 torre del bianco | f8 torre del nero · h8 donna del nero · g7 alfiere del nero · h7 alfiere del nero · b6 alfiere del bianco · c6 cavallo del bianco · e6 cavallo del bianco · a5 pedone del bianco · f5 pedone del bianco · h5 cavallo del nero · b3 pedone del bianco · c3 re del nero · h3 torre del nero · c2 pedone del bianco · d2 pedone del nero · b1 re del bianco · d1 torre del bianco | f8 torre del nero · h8 donna del nero · g7 alfiere del nero · h7 alfiere del nero · b6 alfiere del bianco · c6 cavallo del bianco · e6 cavallo del bianco · a5 pedone del bianco · f5 pedone del bianco · h5 cavallo del nero · b3 pedone del bianco · c3 re del nero · h3 torre del nero · c2 pedone del bianco · d2 pedone del nero · b1 re del bianco · d1 torre del bianco | 1 |
|   | a | b | c | d | e | f | g | h |   |

Soluzione:
1. Ae3 !  (min. 2. Axd2#) 

1... Th2  2. Cc5 Th4  3. Axd2# 
 (2... Cg3/Axf5 3. Ca4#) 

1... Txe3  2. Cc5 Te4  3. Cxe4# 

1... Ah6  2. Cd4 Th2  3. Cb5# 